# Daphnella cheverti
Daphnella cheverti é uma espécie de gastrópode do gênero Daphnella, pertencente à família Raphitomidae.